# عبدالله العبید
عبدالله العبید (انگلیسی: Abdullah Al-Obaid؛ زادهٔ ۱ مهٔ ۱۹۹۳) یک ورزشکار اهل عربستان سعودی است.
از باشگاه‌هایی که در آن بازی کرده‌است می‌توان به باشگاه فوتبال الفتح عربستان سعودی اشاره کرد.